# 閉伊頼基
閉伊 頼基（へい よりもと）は、平安時代末期から鎌倉時代前期の武将。源為朝の三男とも伝わるが、事実ではない。閉伊氏の始祖。

## 概略
盛岡藩の『参考緒家系図』などによると閉伊氏の祖は、保元の乱に敗北し伊豆に配流となった源為朝の三男・島冠者為頼であるとしているが、それを示す証拠は存在しないため、僭称の疑いが強い。
『参考緒家系図』『奥南落穂集』『東奥古伝』などの江戸時代後期に書かれた文献にある、頼基の生涯をまとめたのが以下のものである。
母と共に伊豆国を抜け出した為頼は現在の三陸海岸に流れ着いた。その後奥州合戦の際に下向した源頼朝に拝謁し、その命で佐々木盛綱（弟の高綱とも）の猶子となって佐々木十郎行光を名乗り、奥州藤原氏滅亡後の閉伊郡と気仙郡の統治を任せられた。その後領地の名を取り閉伊頼基を名乗った、というものである。
しかし今のところこれらの事跡を裏付けるような史料は見つかっておらず、出自については信憑性に欠けるのが現状である。実際は、奥州合戦後の論功行賞で閉伊郡に所領を得た佐々木氏が派遣した一族の地頭代が、気仙金氏や遠野阿曽沼氏などの在地勢力に押され勢力奪回のため源氏を騙ったのではないかと考えられる。